# Ohbijou
Ohbijou ist eine Indie-Pop-Band aus Toronto, Ontario, Kanada.

## Bandgeschichte
Ohbijou begann als Soloprojekt der Singer-Songwriterin Casey Mecija (* 1981) aus Brantford, die auch als Produktionsassistentin bei MuchMusic arbeitete. Während des Schreibens und Komponierens ihrer Songs stellte Casey fest, dass sie die musikalische Unterstützung ihrer jüngeren Schwester Jennifer Mecija (* 1985) benötigte, mit der sie ihre frühen Auftritte gemeinsam bestritt. Die Mecija-Schwestern zogen später nach Toronto um die Ryerson University bzw. das Ontario College of Art & Design zu besuchen.
In Toronto erweiterte sich die Band um Heather Kirby, James Bunton, Anissa Hart, Ryan Carley und Andrew Kinoshita. Casey bleibt Frontsängerin, spielt aber auch Gitarre, Klavier und Ukulele. Ihre Schwester Jennifer begleitet die Band als zweite Gesangsstimme, ergänzt Ohbijou instrumental aber auch um Geige, Glockenspiel, Orgel und Melodica.
Ohbijou beziehen ihre Einflüsse aus den Genres Pop, Folk und Bluegrass, Casey gibt als Inspiration die kanadische Songwriterin Julie Doiron an. Ohbijous Musik wird meist als Indie-Pop bezeichnet und weist Ähnlichkeiten zu Bic Runga und Mazzy Star auf.
Seit der Veröffentlichung ihres Debütalbums Swift Feet for Troubling Times (2006) spielte die Band auf mehreren Festivals in Kanada, zum Beispiel auf dem Osheaga-Festival in Montreal, dem Hillside Festival in Guelph und zur Eröffnung des Virgin Festivals in Toronto.
Ohbijou wurden zusammen mit Ill Scarlett, Final Fantasy and Emily Haines (Metric) für den 2007 Galaxie Rising Stars Award der CBC nominiert. Die Band organisierte die Aufnahmen zur 2007 erschienenen Compilation Friends in Bellwoods, einem Benefizprojekt für Torontos Daily Bread Food Bank, und steuerte auch einen Remix ihres Songs The Otherside bei.
Das Nachfolgealbum Beacons erschien im Juni 2009.

## Diskografie
- Swift Feet for Troubling Times (2006)
- Beacons (2009)